# Alice i Eventyrland
 Denne artikel omhandler bogen. For andre betydninger af Alice i Eventyrland, se Alice i Eventyrland (flertydig). (Se også artikler, som begynder med Alice i Eventyrland)
Alice i Eventyrland (Originaltitel på engelsk: Alice's Adventures in Wonderland) er en børnebog fra 1865 af Lewis Carroll. Den blev først udgivet på dansk i 1875 som Maries Hændelser i Vidunderlandet og siden også som Alice i Undreland.

## Baggrund
I 1862 tog matematiklærer Charles Lutwidge Dodgson alias Lewis Carroll dekan Liddells tre ældste døtre med på en lille rotur. Han fortalte et eventyr baseret på de personer, de tre piger kendte – og med hovedpersonen opkaldt efter den næstældste pige, Alice Liddell.
Historien var så god, at han udgav den i bogen Alice i Eventyrland, hvori han også inddrog satire baseret på samtidens vigtige politikere etc. og hændelser.
Bogens efterfølger Bag spejlet fortæller om Alices nye eventyr i eventyrlandet. Den er en pudsig historie inspireret af skaktræk. Historien indeholder en masse mystiske digte, fortællinger og gåder.
Historien er flere gange blevet filmatiseret. Mest kendt er Walt Disneys tegnefilm "Alice i Eventyrland" fra 1951, som er en blanding af begivenheder og personer fra begge bøger. Den indeholder også en del af Disneys egne påfund. Filmen blev dårligt modtaget, da den mangler veloplagtheden fra det litterære forlæg.
Bogen er blevet oversat til 170 sprog.

## Handlingen
Den lille Alice keder sig på en skovtur med sin søster, da hun pludselig får øje på en lille talende kanin og vælger at følge den ned i dens hul.
Hun falder ned gennem hullet i lang tid og havner i et mystisk land, hvor alt kan ske.
Her oplever hun alle mulige og umulige ting: At vokse og krympe alt efter hvad hun indtager, at svømme i sine egne tårer, ser et hus med kaos hvor kokkepigen kaster med potter og pander, en baby, der forvandles til en gris, en kat, der kan blive usynlig og meget mere.
Historien slutter med, at Hjerter Knægt anklages for tyveri af kager – og Alice vågner under et træ tilbage på skovturen.